# آدلاید هیلز
آدلاید هیلز یا تپه‌های آدلاید (به انگلیسی: Adelaide Hills) یکی از سیزده ناحیه ایالت استرالیای جنوبی است. این ناحیه بخشی از کوه لافتی رنجز می‌باشد و در شرق شهر آدلاید واقع شده است. این ناحیه همچنین به صورت غیررسمی مرکز بزرگ‌ترین شهر منطقه، ماونت بارکر، با جمعیت ۲۹٫۰۰۰ نفر نیز می‌باشد. این ناحیه اولین سکونتگاه مهاجران اروپایی در سرتاسر استرالیای جنوبی می‌باشد. با توجه به اینکه اولین اروپائیان این منطقه را آلمانیها تشکیل داده بودند، فرهنگ و زبان مهاجران این منطقه نیز متاثیر از فرهنگ و زبان آلمانی است.